# Haruka Ueda
Haruka Ueda (n. 27 aprilie 1988, Kita, Tōkyō, Japonia) este o înotătoare ce a reprezentat Japonia, medaliată olimpică. A participat la 2 ediții ale Jocurilor Olimpice (2008, 2012) în care a câștigat o medalie de bronz.